# Joint Base Lewis-McChord
La Joint Base Lewis-McChord è una base militare congiunta United States Air Force e United States Army, gestita dall'Air Mobility Command e situata presso la città di Tacoma, nello stato di Washington.

## Informazioni Generali
La struttura odierna è nata nel 2010 dalla fusione della base dell'esercito di Fort Lewis, stabilita nel 1917 e dal McChord Field attivato il 3 Luglio 1943. La base è stata intitolata al Capitano dell'esercito Meriwether Lewis della Lewis and Clark Expedition (1804-05) e dal Colonnello William C. McChord, morto in un incidente aereo il 18 Agosto 1937.

## Unità
Attualmente l'unità ospitante è il 62nd Airlift Wing.
Sono ospitate le seguenti unità:
- U.S.A.F.
  - 446th Airlift Wing, Air Force Reserve Command
  - Western Air Defense Sector
- U.S.Army
  - I Corps
  - 7th Infantry Division
    - 1st Stryker Brigade Combat Team, 2nd Infantry Division
    - 2nd Stryker Brigade Combat Team, 2nd Infantry Division

  - 17th Field Artillery Brigade
  - 16th Combat Aviation Brigade
  - 201st Military Intelligence Brigade
  - 555th Engineer Brigade
  - 593rd Expeditionary Sustainment Command
    - 42nd Military Police Brigade
    - 62nd Medical Brigade

  - Henry H. Lind Noncommissioned Officer Academy
  - 1st Special Forces Group (Airborne)
  - 2nd Battalion, 75th Ranger Regiment
  - 66th Theater Aviation Command
  - 4th Battalion, 160th Special Operations Aviation Regiment (Airborne)
  - 404th Army Field Support Brigade
  - Eighth Brigade, U.S. Army Cadet Command (ROTC)
  - 189th Combined Arms Training Brigade (First Army, DIVWEST)
  - 191st Infantry Brigade
  - 6th Military Police Group (CID)
  - Washington Regional Flight Center
  - Western Regional Medical Command
  - Public Health Command Region-West
  - The KIM Dental Activity
  - The Veterinary Treatment Facility